# سام كيندريكس
سام كيندريكس (ولد في 7 سبتمبر 1992) هو لاعب ألعاب قوى متخصص في رياضة قفز بالزانة أمريكي. وهو بطل وطني ثلاث مرات داخل الصالات وست مرات في الهواء الطلق (2014-2019)، وحاصل على الميدالية البرونزية في دورة الألعاب الأولمبية الصيفية 2016، والميدالية الفضية في الألعاب الأولمبية الصيفية 2024، وبطل العالم في 2017 و2019. تمكن كيندريكس من تسجيل رقم قياسي أمريكي في القفز بالزانة عند 6.06 متر في عام 2019، ليعادل ستيف هوكر في المركز الرابع على الإطلاق. وفاز لاحقًا بالميدالية الذهبية في بطولة العالم لألعاب القوى 2019 في الدوحة.